# Salvatore Muratore
Salvatore Muratore (Campobello di Licata, 28 dicembre 1946) è un vescovo cattolico italiano, dal 23 aprile 2022 vescovo emerito di Nicosia.

## Biografia
Nasce a Campobello di Licata, in provincia ed arcidiocesi di Agrigento, il 28 dicembre 1946.

### Formazione e ministero sacerdotale
Compie gli studi ginnasiali presso il seminario minore di Favara, mentre frequenta i corsi di filosofia e teologia presso i seminari maggiori di Agrigento e di Messina, completando i suoi studi alla pontificia facoltà di Posillipo (Napoli). Consegue, nel 1971, la licenza in teologia pastorale presso l'Ignatianum di Messina e, nel 1976, la laurea in pedagogia presso la facoltà di magistero dell'università di Palermo.
Il 17 maggio 1970 è ordinato presbitero, in piazza San Pietro, da papa Paolo VI.
Negli anni del suo ministero presbiterale ad Agrigento svolge i seguenti incarichi: vicario parrocchiale a Ravanusa e, in seguito, nella parrocchia della Madonna di Fatima dal 1971 al 1979; insegnante di religione presso il liceo scientifico "Leonardo" di Agrigento dal 1971 al 1999; dal 1978 al 1980 insegnante presso il ginnasio-magistrale del seminario vescovile di Agrigento; parroco ad Aragona dal 1979 al 1980; parroco della parrocchia Madonna del Carmelo in Agrigento dal 1980 al 2001; dal 1998 consulente provinciale coltivatori diretti; dal 1984 al 1986 insegnante di pedagogia nel seminario diocesano di Agrigento. Vicario foraneo e vicario episcopale per la vita consacrata e per la ministerialità dei presbiteri dal 1990 al 1998. Dal 1998 al 2009 è stato vicario generale, membro del collegio dei consultori, responsabile del servizio diocesano per il catecumenato, responsabile del servizio diocesano per la formazione permanente dei diaconi dell'arcidiocesi di Agrigento; dal 2001 al 2009 cappellano dell'istituto "Figlie di Maria Ausiliatrice" di Agrigento.
È autore di diverse pubblicazioni di carattere catechetico.

### Ministero episcopale
Il 22 gennaio 2009 papa Benedetto XVI lo nomina vescovo di Nicosia; succede a Salvatore Pappalardo, precedentemente nominato arcivescovo metropolita di Siracusa. Il 25 marzo successivo riceve l'ordinazione episcopale, nella cattedrale di San Gerlando ad Agrigento, da Carmelo Ferraro, arcivescovo emerito di Agrigento, co-consacranti Luigi Bommarito, arcivescovo emerito di Catania (già vescovo di Agrigento) e Francesco Montenegro, arcivescovo metropolita di Agrigento. Il 28 marzo prende possesso della diocesi di Nicosia.
È stato membro della Commissione episcopale per la dottrina della fede, l'annuncio e la catechesi della Conferenza Episcopale Italiana e delegato per la dottrina della fede e la catechesi all'interno della Conferenza episcopale siciliana.
Il 23 aprile 2022 papa Francesco accoglie la sua rinuncia, presentata per raggiunti limiti di età, al governo pastorale della diocesi di Nicosia; gli succede Giuseppe Schillaci, fino ad allora vescovo di Lamezia Terme. Rimane amministratore apostolico della diocesi fino all'ingresso del successore, avvenuto l'11 giugno seguente.

## Genealogia episcopale
La genealogia episcopale è:
- Cardinale Scipione Rebiba
- Cardinale Giulio Antonio Santori
- Cardinale Girolamo Bernerio, O.P.
- Arcivescovo Galeazzo Sanvitale
- Cardinale Ludovico Ludovisi
- Cardinale Luigi Caetani
- Cardinale Ulderico Carpegna
- Cardinale Paluzzo Paluzzi Altieri degli Albertoni
- Papa Benedetto XIII
- Papa Benedetto XIV
- Papa Clemente XIII
- Cardinale Marcantonio Colonna
- Cardinale Giacinto Sigismondo Gerdil, B.
- Cardinale Giulio Maria della Somaglia
- Cardinale Carlo Odescalchi, S.I.
- Cardinale Costantino Patrizi Naro
- Cardinale Lucido Maria Parocchi
- Papa Pio X
- Cardinale Gaetano De Lai
- Cardinale Raffaele Carlo Rossi, O.C.D.
- Cardinale Amleto Giovanni Cicognani
- Cardinale Salvatore Pappalardo
- Arcivescovo Carmelo Ferraro
- Vescovo Salvatore Muratore

## Pubblicazioni
- 1995 Frammenti di vita in un cammino di speranza (Una comunità che si racconta).
- 2007 Lo Stupore di una riscoperta (Itinerario di adulti verso la Cresima).
- 2010 Come gioisce lo Sposo per la Sposa (Itinerario di Fede per Fidanzati e Coppie di Sposi).
- 2020 Come gioisce lo Sposo per la Sposa. Itinerario di fede per fidanzati
- 2020 Come gioisce lo Sposo per la Sposa. Sussidio per gli accompagnatori

### Lettere pastorali
- 2009 La sfida del partire insieme
- 2010 L'audacia della Missione
- 2011 Il fascino della Parola
- 2012 Catturati dalla Bellezza
- 2013 Tessitori di Comunione
- 2015 Il respiro dell'Amore
- 2016 Il volto dell'Amata
- 2017 Sentieri di Prossimità
- 2019 Profumo di albe nuove
- 2021  Come un ramo di mandorlo

## Stemma
Nello stemma sono presenti:
- un ramo di mandorlo, che è il segno distintivo di Agrigento;
- una casa costruita sulla roccia, che si riferisce al cognome Muratore;
- una stella, che fa riferimento alla Madonna dell'Aiuto, venerata a Campobello di Licata, alla Madonna di Fátima e alla Beata Vergine Maria del Monte Carmelo, venerate ad Agrigento.